# Confine tra Slovacchia e Ucraina
Il confine tra la Slovacchia e l'Ucraina è la linea di demarcazione tra questi due Stati. Ha una lunghezza di 97 km.

## Storia
Il confine nacque per separare la Cecoslovacchia e la RSS Ucraina dopo la fine della seconda guerra mondiale, quando alla prima furono ristabiliti i confini pre-accordo di Monaco, ad eccezione di una regione, la Transcarpazia, che passò all'altro Paese,per motivi militari (la Russia voleva un territorio oltre i Carpazi così da non doverli valicare con i suoi carri armati). Dopo il crollo dell'Unione Sovietica da una parte del confine emerse l'Ucraina, ora indipendente, e dalla parte cecoslovacca, dopo la loro divisione nel 1993, lo Stato slovacco.

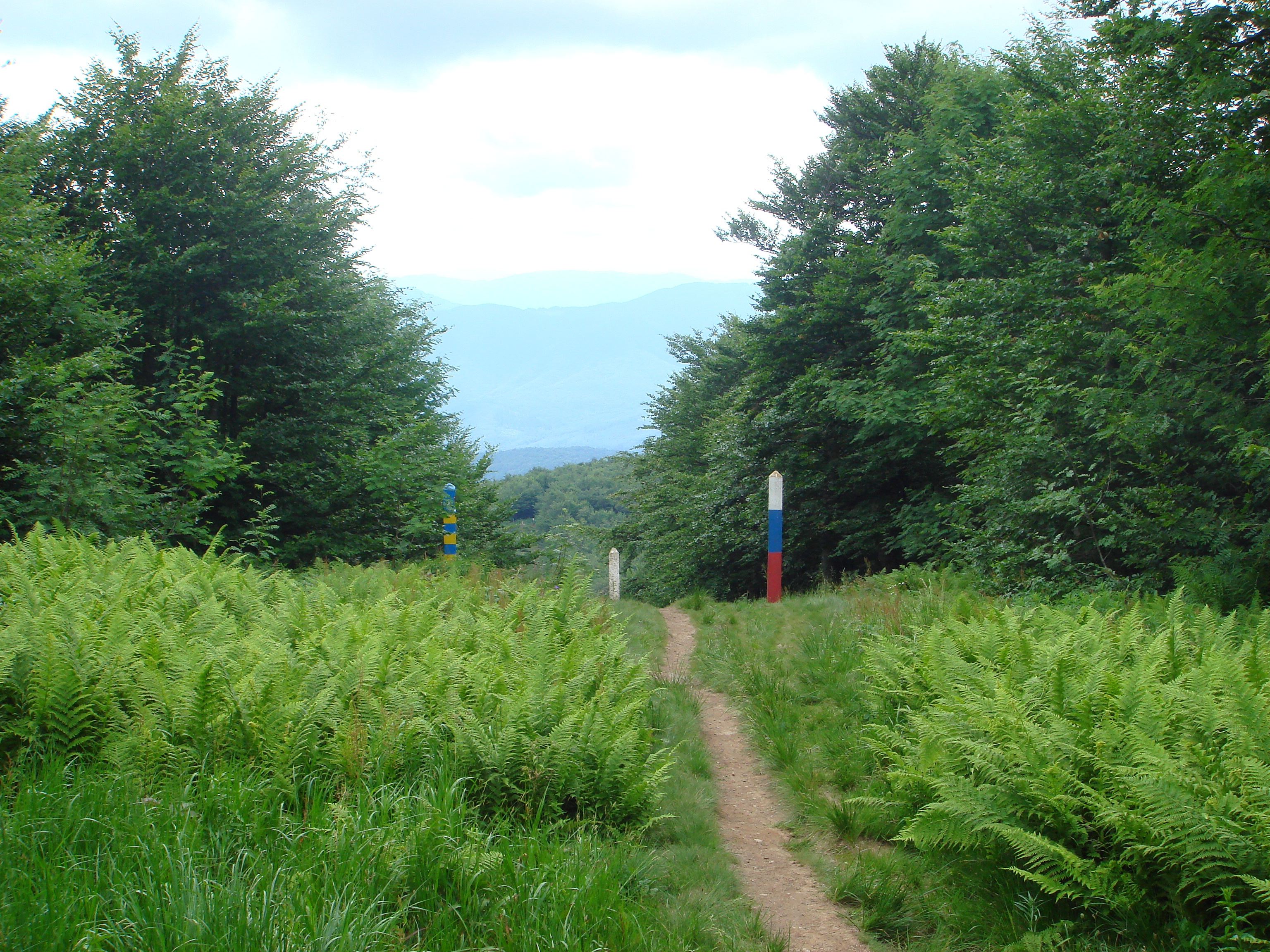
Confine nei Carpazi

Da quando la Slovacchia è diventata membro dell'Unione europea il 1º maggio 2004, il confine è diventato anche una frontiera esterna dell'UE.

## Caratteristiche
Il confine si trova all'est della Slovacchia e ad ovest dell'Ucraina. Ha un andamento generale da nord verso sud.
Inizia alla triplice frontiera tra Polonia, Slovacchia ed Ucraina presso il monte Kremenez per poi attraversare i Carpazi meridionali. Prosegue verso sud, e in seguito a ovest del capoluogo dell'Oblast' della Transcarpazia, Užhorod. Si dirige in seguito al fiume Tibisco, vicino alla città ungherese di Záhony, alla triplice frontiera tra Slovacchia, Ucraina ed Ungheria.
In Slovacchia sono interessate dal confine le seguenti regioni:
- Regione di Prešov
- Regione di Košice

In Ucraina si trova lungo il confine la seguente oblast':
- Oblast' della Transcarpazia.